# St. Bartholomäus (Gahma)

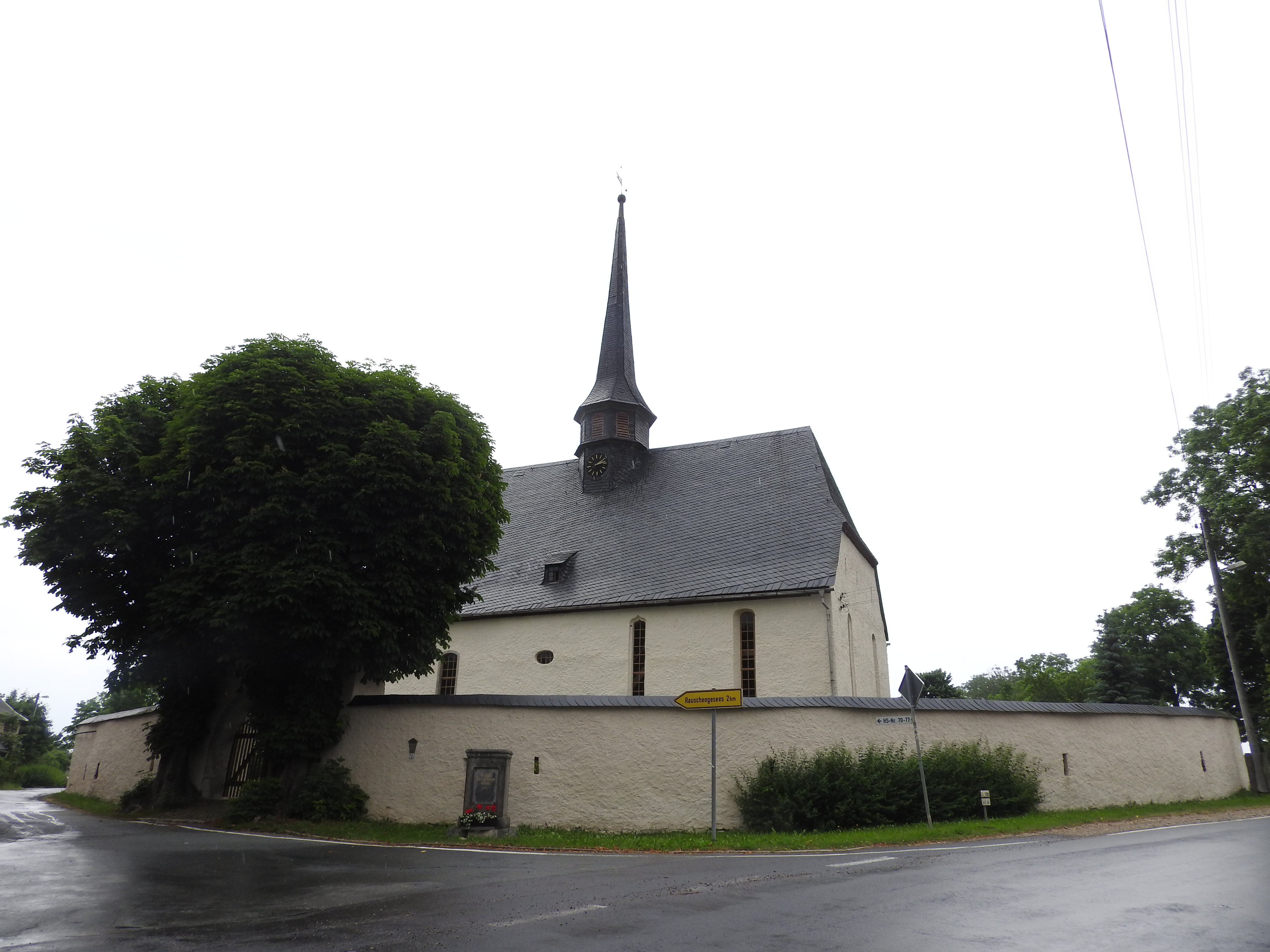
St. Bartholomäus

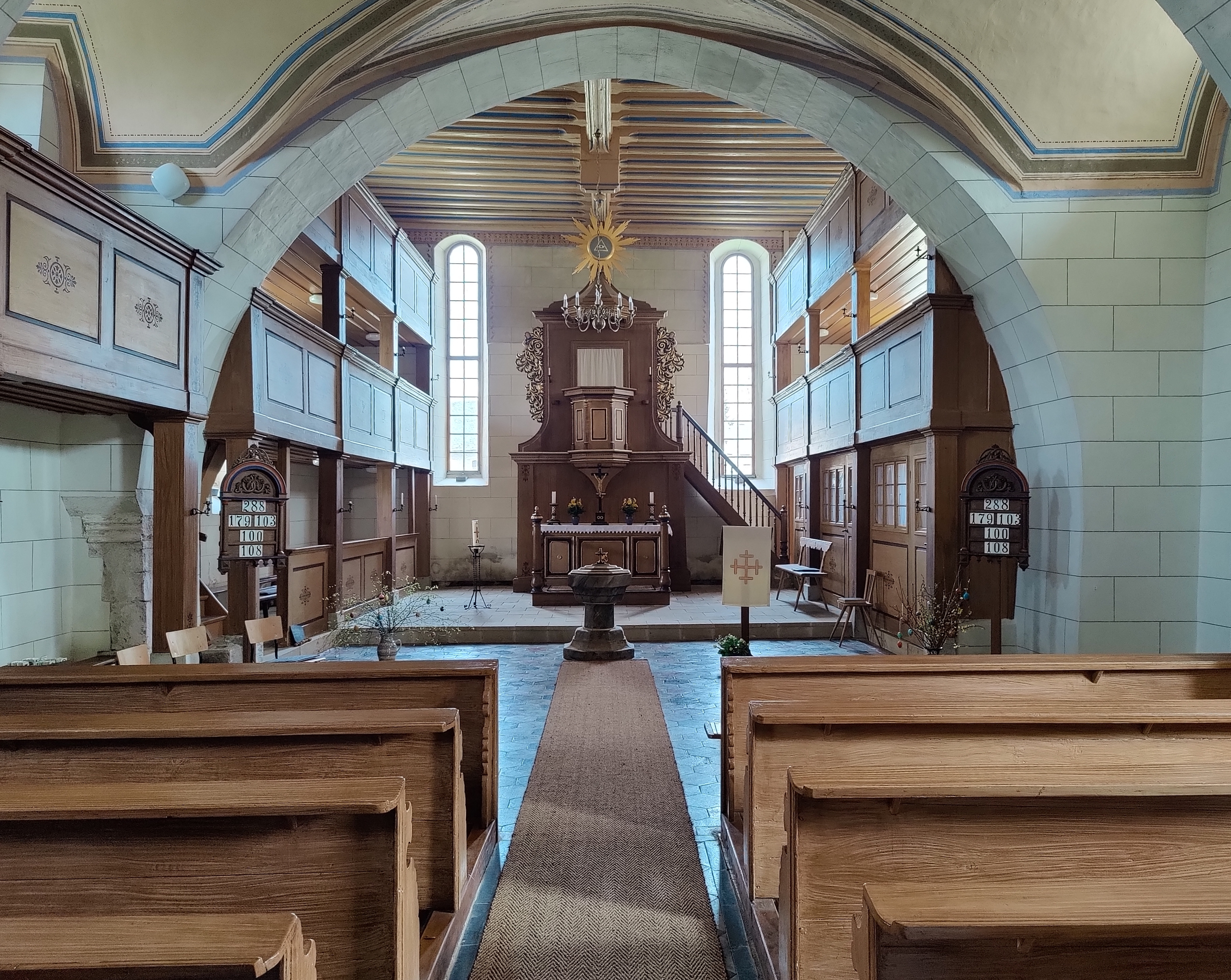
Innenraum (2022)

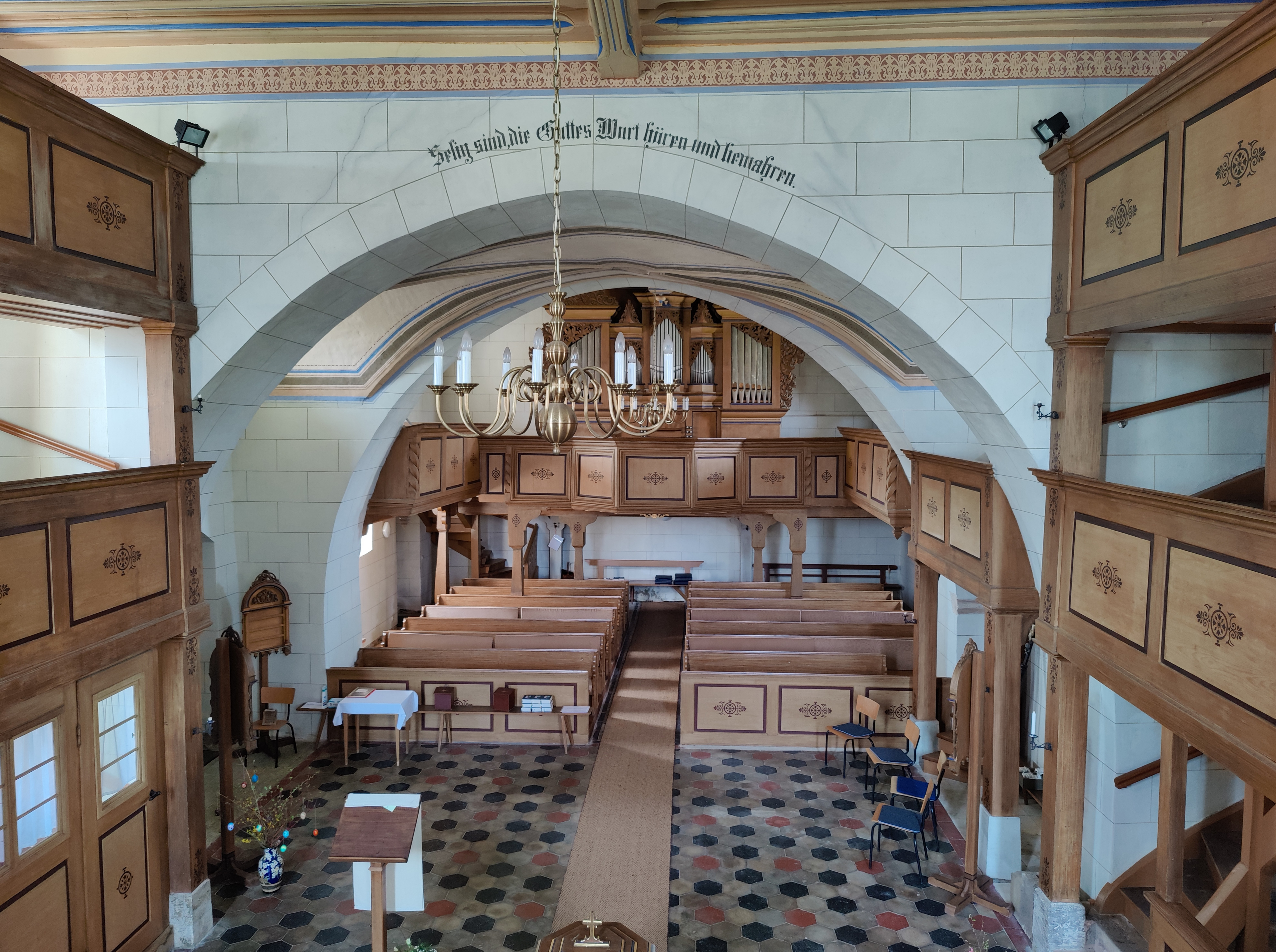
Blick zur Orgel

Die Filialkirche St. Bartholomäus steht in Gahma, einem Ortsteil der Gemeinde Remptendorf im Saale-Orla-Kreis in Thüringen.
Die Kirchengemeinde Gahma gehört zur Pfarrei Gahma-Weisbach im Kirchenkreis Schleiz der Evangelischen Kirche in Mitteldeutschland. Sie betreut auch die Gläubigen von Rauschengesees.
Um 1200 haben Mönche aus der Benediktinerabtei Saalfeld die Pfarrei Gahma gegründet. Vor der Reformation war sie eine bedeutende Pfarrkirche.

## Beschreibung
Die heutige Saalkirche wurde Ende des 15./Anfang des 16. Jahrhunderts unter Verwendung älterer Teile gebaut. Die Baugeschichte ist ungeklärt, weil verschiedene Jahreszahlen eingemeißelt sind: An der Südostwand 1493, an der Südwestwand 1511 und an der Nordwand 1560. Heute liegen sie unter Putz. Die Kirche wurde 1689, 1832/33 und 1877 renoviert. Der wehrhafte Charakter der Saalkirche wird durch die Geschlossenheit des kubischen Baukörpers und die massive Mauer des Kirchfriedhofes mit rechteckigen Schießscharten erzeugt.
Das Kirchenschiff ist mit einem Krüppelwalmdach bedeckt, das einen Dachreiter trägt. Das Dachwerk hat den Typ einer abgesprengten Mittelsäule.
Der Innenraum teilt sich in den westlichen Gemeinderaum und den östlichen Altarraum mit Flachdecke. Dazwischen ist ein schmales Mittelteil unterhalb des Dachreiters mit Kreuzgratgewölbe, das auf den Vorgängerbau zurückgeht. Bis auf die Ostseite sind die Emporen eingeschossig. Der Kanzelaltar hat neobarocke Schnitzereien aus dem 19. Jahrhundert. Das Taufbecken aus dem 17. Jahrhundert ist pokalförmig gestaltet.
Die Orgel mit 11 Registern, verteilt auf ein Manual und das Pedal, wurde 1732 von Andreas Nicolaus Franke gebaut.